# Myrmarachne edentata
Myrmarachne edentata là một loài nhện trong họ Salticidae.
Loài này thuộc chi Myrmarachne. Myrmarachne edentata được Berry, Joseph A miêu tả năm 1996. Beatty & Jerzy Prószyński.